# Juegos Panamericanos de 1975
Los VII Juegos Panamericanos se realizaron en la Ciudad de México, entre el 12 y 26 de octubre de 1975, exactamente 20 años después de haber sido la sede de los II Juegos Panamericanos. Fue el tercer mayor evento realizado en la capital de México en siete años, después de los Juegos Olímpicos de 1968 y de la Copa Mundial de Fútbol de 1970.

## Elección de la sede

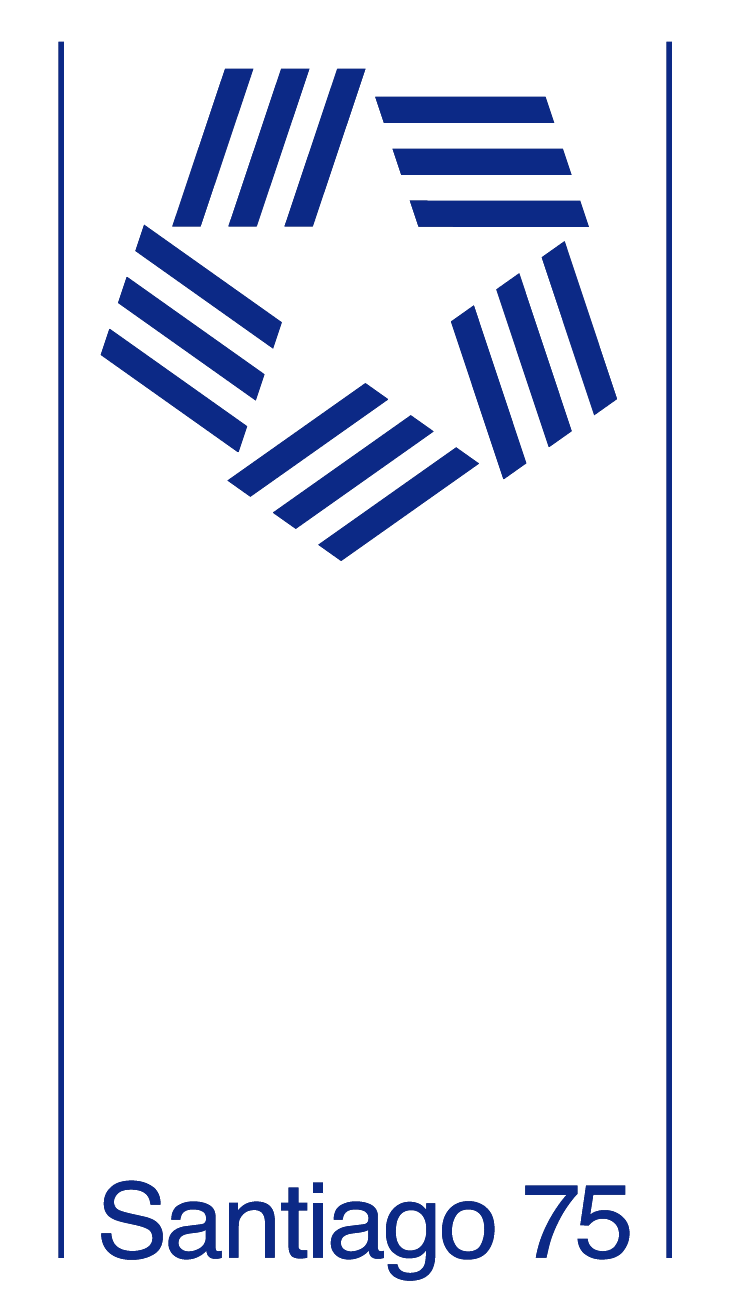
Logotipo de Santiago como ciudad sede.

Santiago de Chile había sido elegida como sede el 29 de agosto de 1969 en el Congreso de la ODEPA, realizado en Cali del 27 al 30 de dicho mes, para realizar los VII juegos; anteriormente se había propuesto la ciudad de Miami, la que retiró su postulación en favor de la de Santiago, al igual que San Juan (Puerto Rico), la que desistió de su candidatura para 1975 a cambio de obtener el apoyo chileno para una postulación para los Juegos Panamericanos de 1979.
La postulación de Santiago de Chile contó con el apoyo del entonces presidente de la República, Eduardo Frei Montalva. y el Comité Organizador fue constituido en la capital chilena el 21 de abril de 1972, durante el gobierno de Salvador Allende. Sin embargo, dificultades económicas y políticas tras el golpe de Estado de 1973 forzaron a que el gobierno chileno suspendiera la realización de los juegos el 24 de septiembre de 1973 y acordara el 1 de octubre que se presentara una propuesta para posponer los Juegos Panamericanos hasta 1977. ODEPA visitó a la Junta de Gobierno el 24 de octubre de 1973 y propuso situaciones excepcionales para garantizar la realización del evento, pero la junta militar chilena rechazó las indicaciones y la sede fue retirada.
San Juan (Puerto Rico) había sido seleccionada como sede suplente en caso de que Santiago de Chile renunciara, sin embargo desistió al haber sido elegida como sede de los Juegos Panamericanos de 1979. En diciembre de 1973 São Paulo (Brasil) fue elegida como la nueva sede, pero fue obligada a dimitir en una reunión celebrada en Varna (Bulgaria) el 16 de octubre de 1974 debido a un brote de meningitis. Dos meses después se otorgó la sede a la Ciudad de México.

## Países participantes
| - Antillas Neerlandesas - Argentina - Bahamas - Barbados - Bermudas - Bolivia - Brasil - Canadá | - Chile - Colombia - Costa Rica - Cuba - República Dominicana - El Salvador - Ecuador - Estados Unidos | - Guatemala - Guyana - Haití - Honduras - Honduras Británica - Islas Vírgenes de los Estados Unidos - Jamaica - México | - Nicaragua - Panamá - Paraguay - Perú - Puerto Rico - Surinam - Trinidad y Tobago - Uruguay - Venezuela |

## Sedes
| Imagen | Sede                                 | Ubicación        | Deporte                                           |
| ------ | ------------------------------------ | ---------------- | ------------------------------------------------- |
|        | Estadio Azteca                       | Ciudad de México | Ceremonias de apertura y clausura                 |
|        | Estadio Olímpico Universitario       | Ciudad de México | Atletismo                                         |
|        | Estadio Cuauhtémoc                   | Puebla           | Fútbol                                            |
|        | Estadio Luis Gutiérrez Dosal         | Toluca           | Fútbol                                            |
|        | Alberca Olímpica Francisco Márquez   | Ciudad de México | Natación, waterpolo, nado sincronizado y clavados |
|        | Gimnasio Olímpico Juan de la Barrera | Ciudad de México | Voleibol                                          |
|        | Palacio de los Deportes              | Ciudad de México | Baloncesto                                        |
|        | Club Alemán                          | Ciudad de México | Tenis                                             |
|        | Campo "A" & "B" Magdalena Mixhuca    | Ciudad de México | Hockey sobre césped                               |
|        | Parque del Seguro Social             | Ciudad de México | Béisbol                                           |
|        | Gimnasio Guelato                     | Ciudad de México | Judo y lucha                                      |
|        | Arena México                         | Ciudad de México | Boxeo                                             |
|        | Sala de Armas Frenando Montes de Oca | Ciudad de México | Esgrima                                           |
|        | Campo Militar N.º 1 Campo Marte      | Ciudad de México | Ecuestre                                          |
|        | Gimnasio Xochimilco                  | Ciudad de México | Levantamiento de pesas                            |
|        | Polígono de Tiro Vicente Suárez      | Ciudad de México | Tiro deportivo                                    |
|        | Velódromo Olímpico Agustín Melgar    | Ciudad de México | Ciclismo                                          |
|        | Auditorio Nacional                   | Ciudad de México | Gimnasia                                          |
|        | Pista Olímpica Virgilio Uribe        | Ciudad de México | Remo                                              |
|        | Valle de Bravo                       | Valle de Bravo   | Vela                                              |

## Deportes
| - Atletismo - Baloncesto - Béisbol - Boxeo - Ciclismo - Clavados - Equitación - Esgrima | - Fútbol - Gimnasia - Hockey sobre césped - Judo - Levantamiento de pesas - Lucha - Nado sincronizado | - Natación - Remo - Tenis - Tiro deportivo - Vela - Voleibol - Waterpolo |

## Medallero
País anfitrión sombreado.
| Núm.  | País                  | Oro | Plata | Bronce | Total |
| ----- | --------------------- | --- | ----- | ------ | ----- |
| 1     | Estados Unidos        | 117 | 82    | 48     | 247   |
| 2     | Cuba                  | 56  | 45    | 33     | 134   |
| 3     | Canadá                | 19  | 35    | 40     | 94    |
| 4     | México                | 9   | 13    | 38     | 60    |
| 5     | Brasil                | 8   | 13    | 23     | 44    |
| 6     | Argentina             | 3   | 5     | 7      | 15    |
| 7     | Colombia              | 2   | 4     | 4      | 10    |
| 8     | Ecuador               | 1   | 1     | 1      | 3     |
| 9     | Guyana                | 1   | 1     | 0      | 2     |
| 9     | Perú                  | 1   | 1     | 0      | 2     |
| 11    | Puerto Rico           | 0   | 3     | 7      | 10    |
| 12    | Panamá                | 0   | 2     | 2      | 4     |
| 13    | Venezuela             | 0   | 1     | 11     | 12    |
| 14    | República Dominicana  | 0   | 1     | 7      | 8     |
| 15    | Jamaica               | 0   | 1     | 3      | 4     |
| 16    | Antillas Neerlandesas | 0   | 1     | 0      | 1     |
| 16    | Trinidad y Tobago     | 0   | 1     | 0      | 1     |
| 18    | Chile                 | 0   | 0     | 2      | 2     |
| 18    | Uruguay               | 0   | 0     | 2      | 2     |
| 20    | Barbados              | 0   | 0     | 1      | 1     |
| 20    | El Salvador           | 0   | 0     | 1      | 1     |
| 20    | Guatemala             | 0   | 0     | 1      | 1     |
| 20    | Nicaragua             | 0   | 0     | 1      | 1     |
| Total | Total                 | 217 | 210   | 232    | 659   |